# صراع مزارع شبعا 2000–06

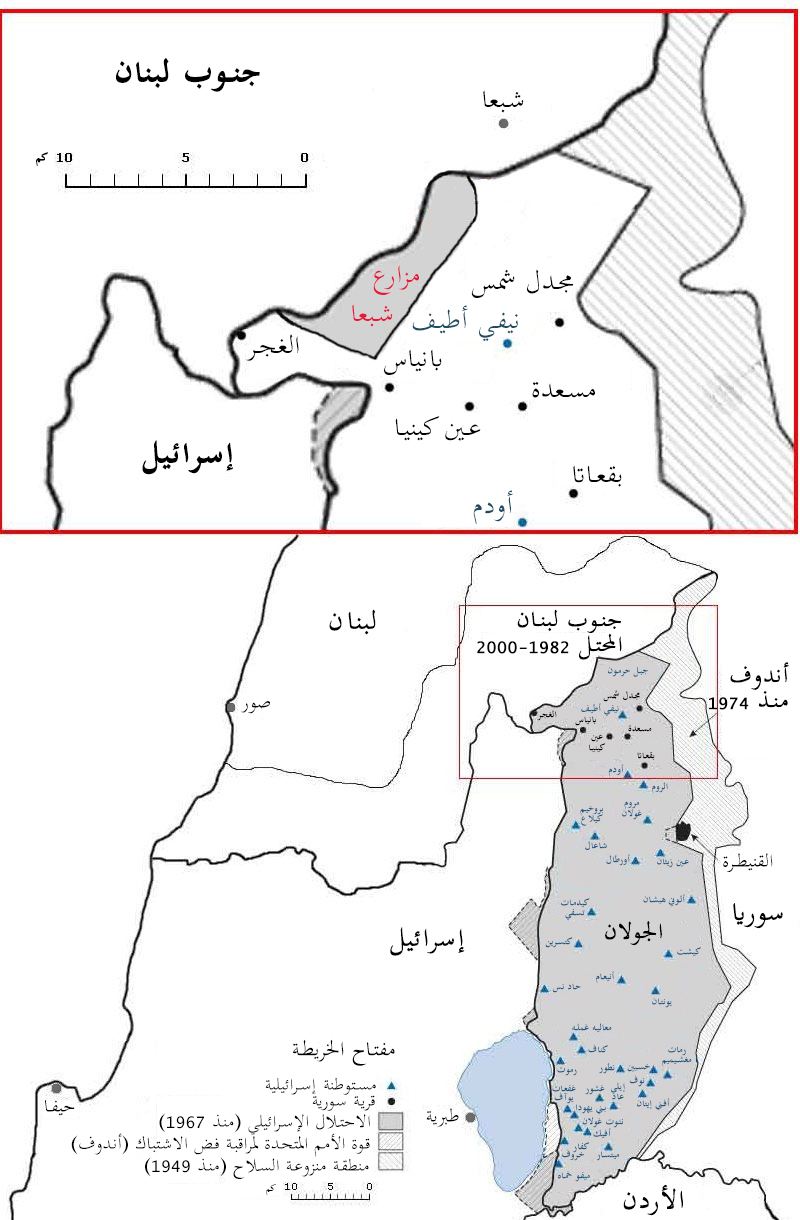
خريطة توضح مكان مزارع شبعا المتنازع عليها بين لبنان وسوريا والتي تحتلّها إسرائيل

صراع مزارع شبعا 2000–2006 هي اشتباكات متفرقة حدثت بين حزب الله والجيش الإسرائيلي. بدأت الاشتباكات عام 2000 بعد أشهر من الانسحاب الإسرائيلي من جنوب لبنان. حيث رأى حزب الله أن انسحاب إسرائيل غير كامل وأن مزارع شبعا جزء من الأراضي اللبنانية. وتقول إسرائيل أن المزارع ليست أراضي لبنانية حسب قرارات الأمم المتحدة. انتهت الاشتباكات عام 2006 بعد قرار مجلس الأمن الذي أمر بوقف العمليات القتالية بين حزب الله وإسرائيل.